# Coll de la Brossa

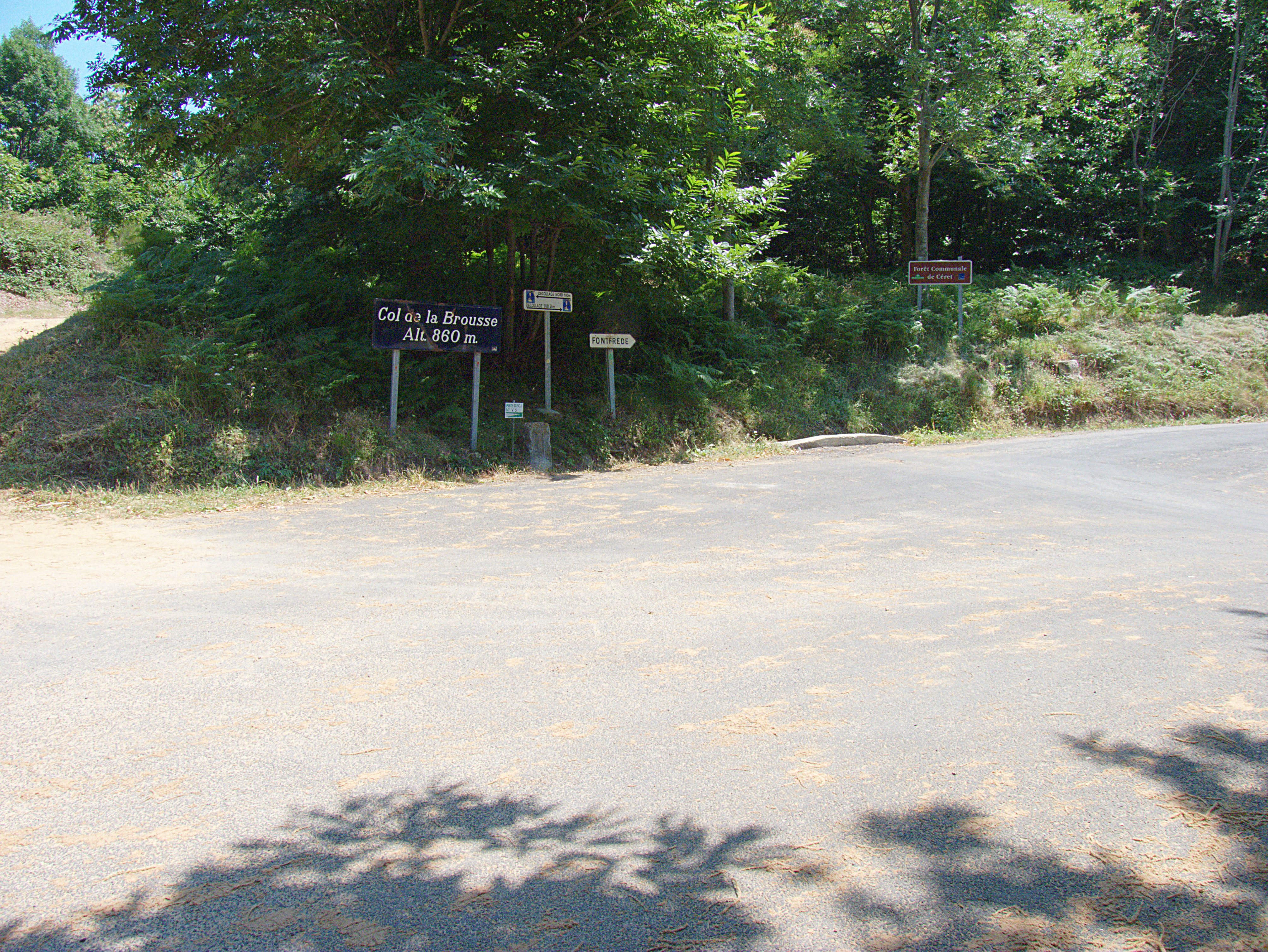
El Coll, amb els cartells oficials

El Coll de la Brossa és un coll de muntanya de 848,6 m alt dels contraforts septentrionals dels Pirineus del terme comunal de Ceret, a la comarca del Vallespir, de la Catalunya del Nord.
És en el sector sud-est del terme de Ceret. Es troba al damunt i a l'oest del Mas del Prat Lloser. Hi passa la carretera departamental 13f, de les Illes a Ceret.
El Coll de la Brossa és un indret sovintejat sobretot per ciclistes de muntanya d'aquest sector dels Pirineus vallespirencs.